# Charles S. Hamlin
Charles Sumner Hamlin, född 30 augusti 1861 i Boston i Massachusetts, död 24 april 1938 i Washington, D.C., var en amerikansk advokat, statstjänsteman, diplomat och föreläsare.
Han avlade kandidatexamen, master och bachelor of laws i juridik vid Harvard University. Efter det arbetade han som advokat mellan 1886 och 1893 när Hamlin blev utsedd till assisterande amerikansk finansminister vid USA:s finansdepartement. År 1897 blev han utsedd till att vara USA:s specielle kommissarie till Japan; en liknande roll för en konferens om säljakt mellan Japan, Kejsardömet Ryssland och USA samt ordförande för en annan konferens om samma tema mellan Storbritannien och USA. Senare under 1897 lämnade han departementet och återvände till advokatyrket året därpå, det året var han också ledamot för Massachusetts delstatsdelegat vid förarbetet till 1900 års världsutställning i Paris i Frankrike. Mellan 1902 och 1903 föreläste han om USA:s federala statsmakt vid Harvard University. År 1904 deltog han vid Demokraternas nationella konvent rörande presidentvalet i USA samma år. Två år senare var han också ledamot vid en kommitté som arbetade för att lösa Japans svältkris, vilket Hamlin blev belönad med utmärkelse av Japans kejsare Meiji. År 1907 var han skiljedomare för tvistemål mellan företag och fackföreningar inom staden Boston, en position han hade fram till 1912. Två år tidigare hade han blivit enhälligt nominerad till att vara ledamot i USA:s kongress men tackade nej. År 1913 lämnade han advokatyrket och återvände till finansdepartementet för en liknande roll som Hamlin hade förra gången han arbetade vid departementet. Den 10 augusti 1914 utsågs Hamlin till ordförande (centralbankschef) för det påtänkta centralbankssystemet Federal Reserve System av USA:s 28:e president Woodrow Wilson (D), på uppmaning av den amerikanske finansministern William Gibbs McAdoo. Han var på positionen fram tills den 9 augusti 1916 när han efterträddes av William P.G. Harding. Hamlin blev dock kvar som ledamot i centralbankens styrelse fram tills den 3 februari 1936, och var sen speciell rådgivare åt styrelsen fram tills hans död den 24 april 1938.
Han hade också varit ledamot i tankesmedjan Carnegie Endowment for International Peace.